# Martin Ruhe
Martin Ruhe (* 1965) ist ein deutscher Kameramann.

## Leben
Martin Ruhe entdeckte sein Interesse für das Kino als Jugendlicher und strebte eine Karriere als Regisseur an. Nach dem Abschluss der Schule absolvierte er eine zweijährige Ausbildung als Kameraassistent.
Danach zog er nach London, wo er als Bote für einen Kameraverleih arbeitete und erste Branchenkontakte fand. Er etablierte sich bald als eigenständiger Kameramann und drehte seither über 200 Musikvideos für Künstler wie Herbert Grönemeyer, Depeche Mode und Coldplay sowie 350 Werbespots. Er fungierte 1998 bei Thorsten Wettckes Kurzfilm Die Rosenfalle als Kameramann und filmte danach auch dessen Fantasy-Komödie Ein göttlicher Job (2001). Auf Empfehlung von Herbert Grönemeyer lernte er Anton Corbijn kennen, der ihn 2007 für sein Ian-Curtis-Biopic Control engagierte. Seither ist Ruhe verstärkt an internationalen, hauptsächlich britischen, Produktionen beteiligt. 2016 filmte er Ewan McGregors Regiedebüt Amerikanisches Idyll. Für Regisseur George Clooney filmte Ruhe 2019 die Miniserie Catch-22, 2020 den Science-Fiction-Film The Midnight Sky und 2021 das Drama The Tender Bar.
2012 erhielt Ruhe für seine Kameraarbeit an dem Fernsehfilm Page Eight einen ASC Award.
Im Jahr 2022 wurde er in die Academy of Motion Picture Arts and Sciences (AMPAS) berufen, die alljährlich die Oscars vergibt.

## Filmografie (Auswahl)
- 1998: Die Rosenfalle
- 2001: Ein göttlicher Job
- 2005: Jane Lloyd (Kurzfilm)
- 2007: Control
- 2009: Die Gräfin (The Countess)
- 2009: Harry Brown
- 2010: The American
- 2011: Die Verschwörung – Verrat auf höchster Ebene (Page Eight)
- 2014: The Keeping Room – Bis zur letzten Kugel (The Keeping Room)
- 2015: Run All Night
- 2016: Amerikanisches Idyll (American Pastoral)
- 2017: Counterpart (Miniserie, 5 Episoden)
- 2019: Catch-22 (Miniserie, 6 Episoden)
- 2020: The Midnight Sky
- 2021: The Tender Bar
- 2023: The Boys in the Boat
- 2025: The Amateur